# Herb guberni radomskiej

Herb guberni radomskiej w latach 1845–1866

Herb guberni radomskiej przedstawiał na tarczy dwudzielnej w pas w polu górnym czerwonym orła białego w koronie złotej, ze złotą przepaską na skrzydłach, pole dolne dwudzielne w słup, w polu prawym czerwonym trzy pasy srebrne, w polu lewym błękitnym 9 gwiazd złotych w trzech rzędach po trzy.
Herb powstał z połączenia herbów guberni kieleckiej i sandomierskiej. 5 (17) października 1845 r. Namiestnik Królestwa Polskiego zatwierdził rysunek herbu. 26 maja (7 czerwca) 1849 r. herb uzyskał najwyższe zatwierdzenie cesarskie.
Po reformie administracyjnej opracowano nowy herb, który uzyskał zatwierdzenie cesarskie 25 lutego 1869 r. Herb ten przedstawiał w polu czerwonym snop pszenicy złoty, po bokach którego dwa młoty srebrne.